# 2007년 토론토 국제 영화제
제32회 토론토 국제 영화제는 2007년 9월 6일에 열린 시상식이다.

## 수상 및 후보

### 관객상
- 이스턴 프라미스 - 데이빗 크로넨버그 수상

### City TV상
- 컨티넨털 - 스테판 라플뢰르 수상

### 토론토시티상
- 마이 위니펙 - 가이 매딘 수상

### 캐나다 단편영화상
- 풀 - 크리스토퍼 챈 푸이 총 수상

### 디스커버리상
- 코초치 - 이스라엘 카르데나스 수상
- 코초치 - 로라 아멜리아 구즈만 수상

### 예술 혁신상
- 엔카르나시온 - 아나이 베르네리 수상

### FIPRESCI-상
- 조나 - 로드리고 플라 수상

### 캐나다 퍼스트! 부문
- 아말 - 리치 메타
- 모나의 딸들 - 라파엘 오엘렛
- 컨티넨털 - 스테판 라플뢰르
- 저스트 베리드 - 채즈 쏜
- 데이 웨이트 - 어니 바바라쉬
- 뷰티풀 시티 - 에드 게스-도넬리
- 워크 올 오버 미 - 로버트 커플리
- 영 피플 퍼킹 - 마틴 게로

### 캐나다의 열린 도약 부문
- 굿 리든스 - Francis Mankiewicz

### 현대 세계 영화 부문
- 올 햇 - 레너드 팔린저
- 아메리칸 비너스 - 브루스 스위니
- 투어리스츠 - 로버트 탈헤임
- 내가 잊기 전에 - 자크 놀롯
- 악단의 방문 - 에란 콜리린
- 추방 - 안드레이 즈비아긴체프
- BARCELONA (A MAP) - 벤트라 폰즈
- 배틀 포 하디타 - 닉 브룸필드
- 브랙패스트 위드 스콧 - 로리 린드
- 브릭 레인 - 사라 가브론
- 캘리포니아 드리밍 - 크리스티앙 네메스쿠
- 불법 카센터 - 라민 바라니
- 희망 - 베르나르 에몽
- THE COUNTERFEITERS - 슈테판 루조비츠키
- 네 이웃을 사랑하라 - 필립 포콩
- 천국의 가장자리 - 파티 아킨
- 엠프티스 - 얀 스베락
- 친밀한 적 - 플로렝 에밀리오 시리
- 에릭 니체의 젊은 시절 - 제이콥 튜센
- 파로 - 샐리프 트라오레
- 포에버 네버 애니웨어 - 안토닌 스보보다
- 개러지 - 레니 에이브러햄슨
- 실크 - 야마시타 노부히로
- 지나간 여인 - 페테르 내스
- 행복 - 허진호
- 더 홈 송 스토리즈 - 토니 에이리스
- 인 메모리 오브 마이셀프 - 사베리오 코스탄조
- 이슈카의 여정 - 처버 볼로크
- 살인의 기억 - 발타자르 코루마쿠르
- 젤리피쉬 - Shira Geffen 외 1명
- 저스트 라이크 홈 - 론 쉐르픽
- 킹 오브 캘리포니아 - Mike Cahill
- 킹스 - 톰 콜린스
- L'Ora Di Punta - 빈센조 마라
- 모가리의 숲 - 가와세 나오미
- 문유랑가보 - 정이삭
- 뮤텀 - 산드라 코거트
- 형은 외아들 - 다니엘레 루체티
- 뉴욕 시티 세레나데 - 프랭크 월리
- 노말 - 칼 베세이
- 우리의 사생활 - 드니 코테
- 꿈의 날개 위 - 골람 랍바니 비플롭
- 피사이 - 아우라에우스 솔리토
- 신부님의 화장실 - 세자르 샬론 외 1명
- 런, 팻보이, 런 - 데이빗 쉼머
- 밀양 - 이창동
- 비밀 - 애비 네셔
- 쇼크 독트린 - 조나스 쿠아론
- 새총 - 브리얀테 멘도사
- 나의 판타스틱 데뷔작 - 가스 제닝스
- 스타팅 아웃 인 더 이브닝 - 앤드류 와그너
- 스톤 엔젤 - 카리 스코글랜드
- 스트레이 걸프렌드 - 아나 카츠
- 투 러브 썸원 - 아케 산드그렌
- 트랩 - 슬로단 고르보비치
- 언더 더 쎄임 문 - 패트리시아 리건
- 언피니쉬드 스카이 - 피터 던칸
- 미스트리스 - 카트린 브레야
- 위어즈빌 - 알란 모일
- 볼프스베르겐 - 나누크 레오폴드

### 다이알로그 부문
- 엘리스는 이제 여기 살지 않는 - 마틴 스코세이지
- 우리 생애 최고의 해 - 윌리엄 와일러
- 벅킹 브로드웨이 - 존 포드
- 가까이서 본 기차 - 이리 멘젤
- 플라워 드럼 송 - 헨리 코스터
- 활주로 - 크리스 마르케
- 오 왓 어 러브리 워 - 리차드 아텐보로
- 처녀의 샘 - 잉그마르 베르히만

### 디스커버리 부문
- 베이비시터 - 데이빗 로스
- 블라인드 - Tamar van den Dop
- Cochochi - 이스라엘 카르데나스 외 1명
- 프로즌 - Shivajee Chandrabhushan
- 세 자매 - 테오나 스트루가르 미테브스카
- 킹 오브 더 힐 - 곤잘로 로페즈 갈레고
- 페세지 - 마크 헬러
- 로밍 - 이리 베데렉
- 9월 - 피터 카스테어스
- 눈밭 속의 세 사람 - 나기 네마티
- 당신을 허락을 얻어 - 파프리카 스틴
- 월드 언씬 - 샤밈 샤리프
- 조나 - 로드리고 플라

### 갈라스 부문
- 퓨저티브 피스 - 제레미 포데스와
- 특별한 귀환 - 게이빈 후드
- 마이클 클레이튼 - 토니 길로이
- 테라 - 아리스토미니스 처바스
- 이스턴 프라미스 - 데이빗 크로넨버그
- 두번째 바람 - 알랭 코르노
- 라스트 리어왕 - 리투파르노 고쉬
- 엘리자베스 - 황금시대 - 세자르 카푸르
- 제인 오스틴 북 클럽 - 로빈 스위코드
- 슬루스 - 케네스 브래너
- 어크로스 더 유니버스 - 줄리 테이머
- 카산드라 드림 - 우디 앨런
- 클리너 - 레니 할린
- 무지의 시대 - 데니 아르캉
- 천당구 - 진혁리
- 레저베이션 로드 - 테리 조지
- 워커 - 폴 슈레이더
- 클로징 더 링 - 리차드 아텐보로
- 카라멜 - 나딘 라바키
- 이모션 아리스메틱 - 파올로 바즈먼

### 마스터스 부문
- 알렉산드라 - 알렉산더 소쿠로프
- 로맨스 - 에릭 로메르
- 천년학 - 임권택
- CHAOS - 유세프 샤힌
- 크리스토퍼 콜롬버스 - 이니그마 - Manoel de Oliveira
- 디스인게이즈먼트 - 아모스 기타이
- 파두 - 카를로스 사우라
- 둘로 잘린 소녀 - 끌로드 샤브롤
- FOUR WOMEN - 아두르 고팔라크리슈
- 감독 만세! - 기타노 다케시
- 자유로운 세계 - 켄 로치
- 런던에서 온 사나이 - 벨라 타르
- 도끼에 손대지 마 - 자크 리베트
- 백 개의 못 - 에르마노 올미
- 과거 - 헥터 바벤코
- 네브라스카의 공주 - 웨인 왕
- 천년의 기도 - 웨인 왕
- 울잔 - 폴커 슐렌도르프
- 빨간 풍선 - 허우 샤오시엔
- THE VOYEURS - Buddhadeb Dasgupta

### 미드나잇 매드니스 부문
- 대일본인 - 마츠모토 히토시
- 악마의 의자 - 애덤 메이슨
- 도화선 - 엽위신
- 프런티어 - 자비에르 겐스
- 다이어리 오브 데드 - 조지 로메로
- 인사이드 - 알렉상드르 뷔스티요 외 1명
- 눈물의 마녀 - 다리오 아르젠토
- 스턱 - 스튜어트 고든
- 스키야키 웨스턴: 장고 - 미이케 다카시
- 벡실 - 2077년 일본 쇄국 - 소리 후미히코

### 리얼 투 릴 부문
- ALGERIA, UNSPOKEN STORIES - Jean-Pierre Lledo
- AMAZING JOURNEY: THE STORY OF THE WHO - Paul Crowder 외 1명
- 바디 오브 워 - 필 도나휴 외 1명
- CALLAS ASSOLUTA - 필리페 콜리
- CHILDREN OF THE SUN - Ran Tal
- 다퍼 나우 - 테드 브라운
- THE DICTATOR HUNTER - Klaartje Quirijns
- 대통령과 만찬 - 사비하 수마르 외 1명
- 세상 끝과의 조우 - 베르너 헤어조크
- 中여인의 연대기 - 왕빙
- 글래스 - 스콧 힉스
- 헤비 메탈 인 바그다드 - Eddy Moretti 외 1명
- 헐리우드 차이니즈 - 아서 동
- IRON LADIES OF LIBERIA - Daniel Junge 외 1명
- 지하드 포 러브 - 파르베즈 샤르마
- JOY DIVISION - Grant Gee
- 루 리드의 베를린 - 줄리앙 슈나벨
- 맨 오브 시네마 - 토드 맥카시
- 극성 모기와 그 밖의 이야기들 - 안드레이 파우노프
- 나의 적의 적 - 케빈 맥도널드
- 내 아이는 저것을 그릴 수 있었다 - 아미르 바-레브
- 업씬 - 닐 오튼버그 외 1명
- 오퍼레이션 필름메이커 - 니나 대번포트
- 반장선거: 저를 뽑아주세요 - 첸 웨이준
- 죽은 자와의 약속 - 아리엘 도르프만의 망명 일기 - 피터 레이몬트
- 레벨리언 - 안드레이 네크라소브
- 서프와이즈 - 더그 프레이
- 공포의 변호사 - 바벳 슈로더
- 트럼보 - 피터 아스킨
- 무용 - 지아장커
- VERY YOUNG GIRLS - David Schisgall
- THE WILD HORSE REDEMPTION - John Zaritsky

### 캐나다 단편 부문
- 더스트볼 하!하! - 세바스티앙 필로트
- Boar Attack - Jay White
- Dada Dum - Britt Randle
- Gene Boy Came Home - Alanis Obomsawin
- Four Walls - Raha Shirazi
- Can You Wave Bye-Bye? - Sarah Galea-Davis
- 루신다, 31 - 크리스 라비스 외 1명

### 특별한 발표 부문
- 4개월, 3주... 그리고 2일 - 크리스티안 문주
- 엔젤 - 프랑소와 오종
- 비겁한 로버트 포드의 제시 제임스 암살 - 앤드류 도미닉
- 어톤먼트 - 조 라이트
- 더 배틀 인 시애틀 - 스튜어트 타운센드
- 악마가 너의 죽음을 알기 전에 - 시드니 루멧
- 비가 내리기 전 - 산토시 시반
- 굿바이 초콜릿 - 버니 골드먼 외 1명
- 브레이브 원 - 닐 조던
- 캡틴 마이크 어크로스 아메리카 - 마이클 무어
- 그들 각자의 영화관 - 테오도로스 앙겔로플로스
- 혼란스런 아나 - 훌리오 메뎀
- 데스 디파잉: 어느 마술사의 사랑 - 질리언 암스트롱
- 더 걸 인 더 파크 - 데이빗 오번
- 위대한 환상 - 장 르누아르
- HERE IS WHAT IS - Adam Vollick 외 2명
- 허니드리퍼 - 존 세일즈
- 아임 낫 데어 - 토드 헤인즈
- 인 블룸 - 바딤 피얼먼
- 엘라의 계곡 - 폴 해기스
- 인투 더 와일드 - 숀 펜
- 주노 - 제이슨 라이트맨
- 욕망, 신중 - 이안
- 매드 디텍티브 - 두기봉
- 땅콩 장수 지미 카터 - 조나단 드미
- 마고 앳 더 웨딩 - 노아 바움백
- 결혼 생활 - 아이라 잭스
- 몽골 - 세르게이 보드로프
- 마이 위니펙 - 가이 매딘
- 야경 - 피터 그리너웨이
- 노인을 위한 나라는 없다 - 에단 코엔 외 1명
- 재시라의 말 못할 비밀 - 앨런 볼
- 페르세폴리스 - 뱅상 파로노드
- 보이즈 게임 - 클레멘트 버고
- 레일즈 앤드 타이즈 - 앨리슨 이스트우드
- 두뇌 길들이기 - 한스 바인가르트너
- 편집하다 - 브라이언 드 팔마
- 로멀러스, 마이 파더 - 리차드 록스버그
- 세비지스 - 타마라 젠킨스
- 잠수종과 나비 - 줄리앙 슈나벨
- 샤도우 - 밀코 만체프스키
- 악마와 악수 - 로저 스포티스우드
- 실크 - 프랑소와 지라르
- 태양은 다시 떠오른다 - 강문
- 더 테이크 - 브래드 퍼맨
- 덴 쉬 파운드 미 - 헬렌 헌트
- 더 비지터 - 토마스 맥카시
- 아버지를 마지막으로 본 것은 언제입니까? - 아넌드 터커

### 스프로켓 패밀리 존 부문
- 요새 공격하기 - 필립 칼드롱
- Max & Co - 프레데릭 길라우메 외 1명
- 미드 로드 갱 - 판탐 통상 외 1명
- 마법의 세계 녹터나 - 빅터 말도나도 외 1명
- 선생님은 외계인 - 올레 보네덜

### 뱅가드 부문
- 보이 A - 존 크로울리
- 러브 송 - 크리스토프 오노레
- 크리살리스 - 줄리앙 레슬레크
- 컨트롤 - 안톤 코르빈
- 적자 - 가엘 가르시아 베르날
- 익스 드러머 - 코엔 모르티에르
- 엑소더스 - 펑하오샹
- 도와줘, 에로스 - 이강생
- 요 - 라파엘 코츠
- 미스터 론리 - 하모니 코린
- 워터 릴리스 - 셀린 시아마
- 오퍼나지 - 비밀의 계단 - 후안 안토니오 바요나
- 파라노이드 파크 - 구스 반 산트
- 핑 퐁 프라야 - 제시카 유
- 새드 베케이션 - 아오야마 신지
- 스마일리 페이스 - 그렉 아라키
- WHITE LIES, BLACK SHEEP - James Spooner
- XXY - 루시아 푸엔조

### 비젼 부문
- 학교 가는 길 - 하나 마흐말바프
- DANS LA VILLE DE SYLVIA - Jos
- 엔칸토에서의 죽음 - 라브 디아스
- 닥터 플롱크 - 롤프 드 히어
- 이트, 포 디스 이즈 마이 바디 - 미쉘란제 쿠에이
- ENCARNACI? - Anah
- 해피 뉴 라이프 - 아르파드 보그단
- 수입/수출 - 울리히 사히들
- L'AMOUR CACH - Alessandro Capone
- M - 이명세
- 나이트 - 로렌스 존스턴
- PINK - Alexander Voulgaris
- 플로이 - 펜엑 라타나루앙
- 침묵의 빛 - 카를로스 레이가다스
- 침묵의 거주자 - 크리스티안 프로쉬
- 파리의 지붕 밑 - 이네 살림
- 죽어야할 때 - 도로타 케드지에르자브스카
- 트레이시: 파편들 - 브루스 맥도널드
- 유, 더 리빙 - 로이 앤더슨